# Pickerington
Pickerington é uma cidade localizada no estado norte-americano do Ohio, no Condado de Fairfield e Condado de Franklin.

## Demografia
Segundo o censo norte-americano de 2000, a sua população era de 9792 habitantes.
Em 2006, foi estimada uma população de 16.575, um aumento de 6783 (69.3%).

## Geografia
De acordo com o United States Census Bureau tem uma área de 19,3 km², dos quais 19,3 km² cobertos por terra e 0,0 km² cobertos por água.

## Localidades na vizinhança
O diagrama seguinte representa as localidades num raio de 12 km ao redor de Pickerington.